# 明洞

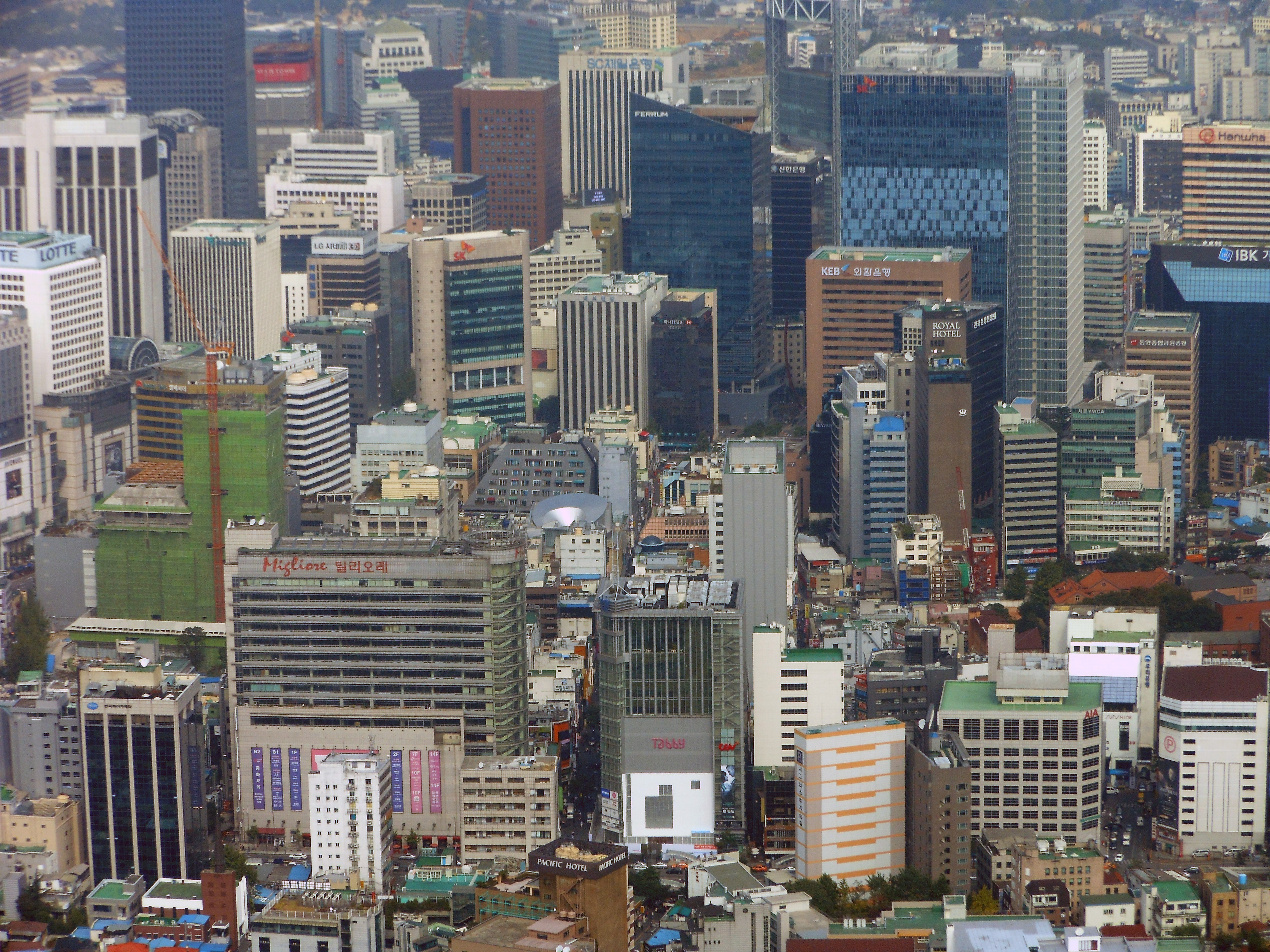
從首爾塔望向明洞

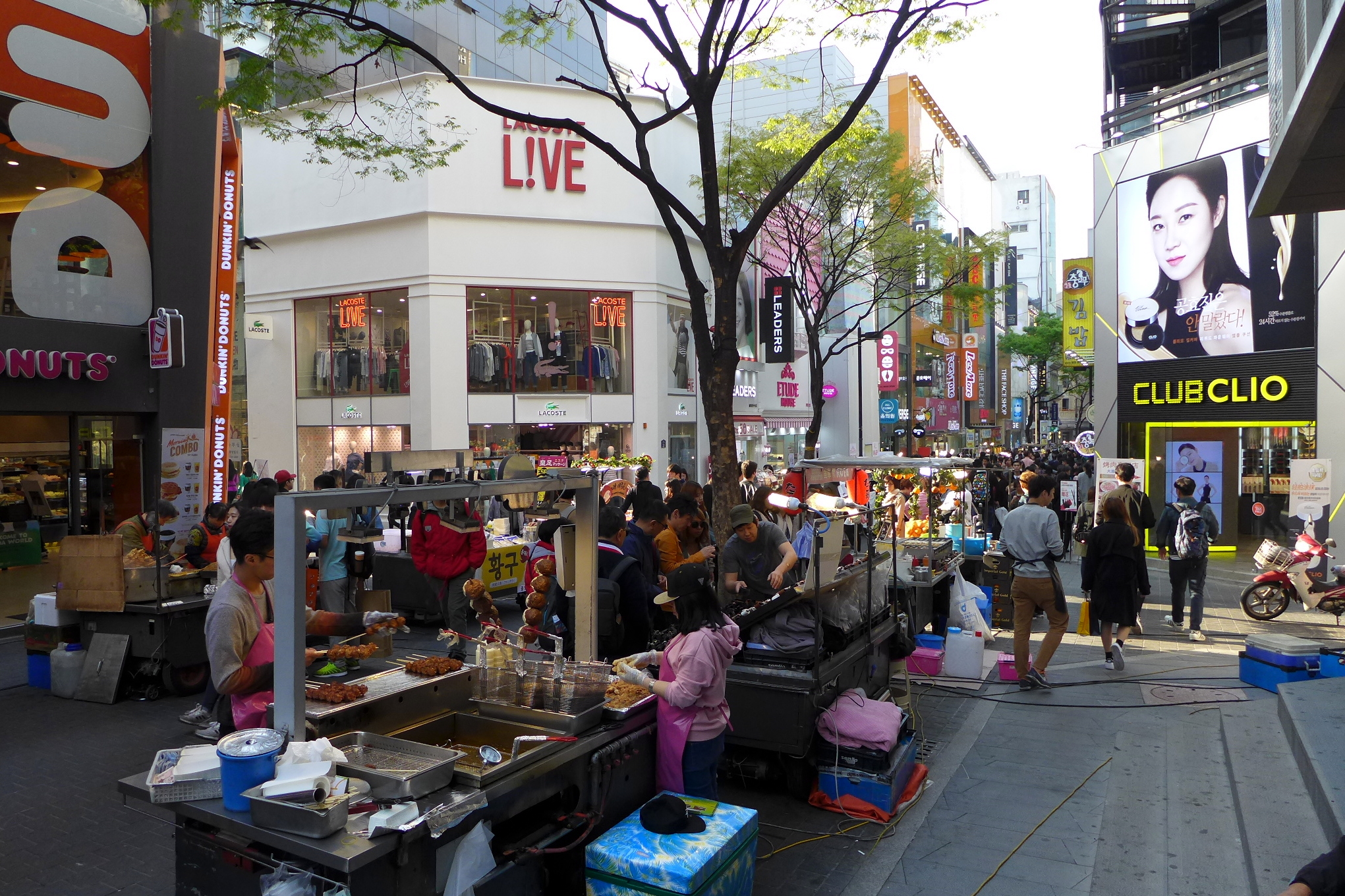
明洞每逢下午，會有不少小販擺檔，主要售賣小食

明洞（：／ Myeong-dong）是位於韓國首爾特別市的很有名商圈，吸引全世界的國際觀光客前往，弘大、聖水洞和明洞都是年輕人和國際觀光客很喜歡去的商圈之一。除了繁荣的商业，明洞也是韩国首尔其中一个主要的中央商务区。

## 歷史
明洞在朝鲜王朝时期主要为住宅区，当时被称为明禮坊（／）。该地区在朝鮮日治時代改名明治町（／），并在受到周边忠武路的影响下逐渐发展为商业区。早在1928年12月15日，便有救世軍在此用慈善鍋發起募捐活動。朝鲜光复后，1946年更名为明洞。
到了1960年代，這裡已經發展成為首爾的商業中心，在1970年代的汝矣島正式開發之前，主要開設銀行、金融、證券機構，同時也是韓國的經濟中心。
2000年3月，明洞被指定為特別旅遊推廣區，並作為首爾旅遊巴士路線上的其中一站。

## 特色
明洞有時裝、化妝品及護膚品品專門店等，是國際知名的景點，明洞以美國、台灣、香港、中國大陸和日本旅客居多。
明洞主要的街道都不接受任何机动车与非机动车驶入，以保證行人通過不受干擾。

## 其他
明洞一直也是韓國政治示威遊行的多發區，尤其在1980年代至1990年代較為多見。其中明洞聖堂是作為最常見的示威遊行地點之一。

## 地標
- 明洞劇場
- 明洞聖堂
- 基督教女青年會總部
- UNESCO大廈
- 联合国教育、科学及文化组织馆

## 交通
- ●首都圈电铁4号线：明洞站
- ●首爾地鐵2號線：乙支路入口站

## 關聯項目
- 韩国旅游
- 南大門市場

## 影片
- 明洞 （页面存档备份，存于）

## 外部連結
- 首爾- 明洞相片集 （页面存档备份，存于）
- 明洞 : 首尔文化观光网（中文简体）